# Agnetha Fältskog
Agnetha "Anna" Åse Fältskog (Jönköping, 5. travnja 1950.), švedska pjevačica, najpoznatija kao jedna od pjevačica švedskog pop sastava ABBA.

## Životopis
Agnetha Fältskog počinje pjevati u ranoj mladosti. Pohađa satove klavira, samostalno sklada pjesme te svira u lokalnoj crkvi. S 13 godina i svoje dvije prijateljice osnovala je grupu The Cambers. Nakon napuštanja sastava Agnetha počinje biti back pjevačica u dance sastavu Berta Engharta. Istovremeno, s 15 godina radi kao telefonistica u jednoj automobilskoj tvrtci. Kako je sastav postajao sve popularniji, trebala se odlučiti između posla i karijere. Izabire karijeru te priznaje: "Željela sam biti slavna i na televiziji." Agnetha izdaje svoj prvi album imena Agnetha Fältskog 1968. godine. Sve pjesme na albumu i glazbeno i tekstovno potpisuje sama. Najveći hitovi na albumu bile su pjesme "Jag var så kär i "Utan Dej (šved." Bila sam tako zaljubljena" i " Bez tebe)". 
Na snimanju jedne glazbene emisije u TV studiju u Göteborgu upoznaje Björna Ulvaeusa. Dvije godine kasnije njih dvoje se vjenčava, te počinju i glazbenu suradnju. Brak je potrajao 9 godina, a Agnetha i Björn se razvode tijekom najplodnijeg razdoblja ABBA-e što rezultira pjesmom The Winner Takes It All.
Godine 1983. nakon raspada grupe, Agnetha se posvećuje solo karijeri. Objavljuje album Can't Shake Loose. Godinama kasnije nastavlja snimati albume, ali nijedan joj nije osigurao uspjeh poput onih ABBA-inih. Nakon razdoblja koje je, poput svoje sunarodnjakinje Grete Garbo, provela u odsutnosti iz javnog života (period od 1988. – 2003.) Agnetha se vraća u studio te snima album "My Colouring Book" koji je izdan 2004. godine. Koncem 2010. godine, pojavila se u javnosti ruku pod ruku s Bjornom na premijeri mjuzikla Mamma Mia! u Kopenhagenu te dala tračak nade ABBA-fanovima izjavom da je moguće ponovno okupljanje legendarne četvorke. 2021. godine se četvorka okupila i izdala dvije pjesme "Don't Shut Me Down" i "I Still Have Faith In You" u rujnu, i najavili su cijeli album koji je izašao 5. studenog 2021.